# Dalmace de Narbonne
Pour les articles homonymes, voir Dalmace (homonymie).
Dalmace (ou Dalmas), en latin Dalmatius (mort à Rieux le 17 janvier 1097), est un prélat français, qui fut d'abord abbé de Lagrasse, puis archevêque élu de Narbonne.

## Histoire et tradition
Membre de l'ordre de Saint-Benoît, abbé régulier de de Lagrasse, il est élu archevêque de Narbonne en septembre 1081. 
Il préside, en septembre 1086, un concile qui se tient dans l'abbaye de Saint-Etienne de Bagnols.
Selon les témoignages des papes contemporains Grégoire VII et Urbain II, Dalmace était recommandable par la pureté de ses mœurs et ses talents de prédicateur.